# Pedresina
Dans le monde de la tauromachie, la pedresina est une passe de muleta très brillante créée par Pedro Martínez González (Pedrés) qui en a imaginé plusieurs variantes

## Description
Elle s'exécute le dos aux planches, le regard  du matador est tourné vers le public. Il doit citer le taureau de très loin, la muleta pliée dans la main gauche et pivoter ensuite à l'arrivée du taureau pour l'accueillir de dos tout en ouvrant la muleta.

## Historique
Au début des années 1950, trois toreros d'Albacete : Pedrés, Juan Montero et Chicuelo II, ainsi qu'un torero gitan Chamaco,  cherchèrent à révolutionner le toreo en multipliant les suertes spectaculaires à la manière de Litri (dont les inventions portaient le nom de Litrazos). 
Les différentes interprétations de cette manœuvre sont le fruit d'une compétition entre ces quatre toreros dont chacun s'employait à rajouter une touche supplémentaire à la pedresina de Pedrès. Il y avait des cites de face, de profil, des passes de droite,  des passes changées, ou naturelles. 
La pedresina allait aboutir quelques années plus tard, aux inventions de El Cordobès appréciées de diverses manières par les aficionados, selon qu'ils étaient toristas ou bien toreristas